# Eucoptacra inamoena
Eucoptacra inamoena är en insektsart som först beskrevs av Walker, F. 1871.  Eucoptacra inamoena ingår i släktet Eucoptacra och familjen gräshoppor. Inga underarter finns listade i Catalogue of Life.